# Asterolasia muricata
Asterolasia muricata är en vinruteväxtart som beskrevs av John McConnell Black. Asterolasia muricata ingår i släktet Asterolasia och familjen vinruteväxter. Inga underarter finns listade i Catalogue of Life.